# Équipe de France féminine de football au Championnat d'Europe 2025
 (août 2025).
Si vous disposez d'ouvrages ou d'articles de référence ou si vous connaissez des sites web de qualité traitant du thème abordé ici, merci de compléter l'article en donnant les références utiles à sa vérifiabilité et en les liant à la section « Notes et références ».
L'équipe de France féminine de football participe au Championnat d'Europe 2025 organisé en Suisse du 2 au 27 juillet 2025.

## Qualification
L'équipe de France est tirée dans le groupe A3, en compagnie de l'Angleterre finaliste du Mondial 2023, la Suède, troisième du mondial, et de l'Irlande. Au terme d'une victoire contre la Suède après la 5e journée, la France décroche son ticket pour l'Euro. Finalement, la France a réalisé 4 victoires et 2 défaites.
| Rang | Équipe                 | Pts | J | G | N | P | Bp | Bc | Diff |  | Résultats (▼ dom., ► ext.) |     |     |     |     |
| ---- | ---------------------- | --- | - | - | - | - | -- | -- | ---- |  | -------------------------- | --- | --- | --- | --- |
| 1    | France                 | 12  | 6 | 4 | 0 | 2 | 8  | 7  | +1   |  | France                     |     | 1-2 | 2-1 | 1-0 |
| 2    | Angleterre             | 11  | 6 | 3 | 2 | 1 | 8  | 5  | +3   |  | Angleterre                 | 1-2 |     | 1-1 | 2-1 |
| 3    | Suède                  | 8   | 6 | 2 | 2 | 2 | 6  | 4  | +2   |  | Suède                      | 0-1 | 0-0 |     | 1-0 |
| 4    | République d'Irlande P | 3   | 6 | 1 | 0 | 5 | 4  | 10 | -6   |  | République d'Irlande P     | 3-1 | 0-2 | 0-3 |     |

- Qualification pour l'Euro 2025
- Qualification pour les barrages

| 1re journée        | France    | 1 - 0   | République d'Irlande                                      |                                                                                          |                                                                                          |
| 5 avril 2024 21h10 | Katoto 6e | (1 - 0) |                                                           | Stade Saint-Symphorien, Metz Spectateurs : 16 772 Arbitrage : Maria Sole Ferrieri Caputi | Stade Saint-Symphorien, Metz Spectateurs : 16 772 Arbitrage : Maria Sole Ferrieri Caputi |
| 5 avril 2024 21h10 | Henry 79e | Rapport | 55e O'Sullivan · 66e Brosnan · 81e Mannion · 83e Campbell | Stade Saint-Symphorien, Metz Spectateurs : 16 772 Arbitrage : Maria Sole Ferrieri Caputi | Stade Saint-Symphorien, Metz Spectateurs : 16 772 Arbitrage : Maria Sole Ferrieri Caputi |

| 2e journée         | Suède | 0 - 1   | France                       |                                                                      |                                                                      |
| 9 avril 2024 19h00 |       | (0 - 0) | 80e Renard (Katoto )         | Gamla Ullevi, Göteborg Spectateurs : 11 278 Arbitrage : Ewa Augustyn | Gamla Ullevi, Göteborg Spectateurs : 11 278 Arbitrage : Ewa Augustyn |
| 9 avril 2024 19h00 |       | Rapport | 67e Bacha · 70e, 90+8e Becho | Gamla Ullevi, Göteborg Spectateurs : 11 278 Arbitrage : Ewa Augustyn | Gamla Ullevi, Göteborg Spectateurs : 11 278 Arbitrage : Ewa Augustyn |

| 3e journée                | Angleterre       | 1 - 2   | France                                       |                                                                                |                                                                                |
| 31 mai 2024 21h00 (20h00) | ( Hemp) Mead 30e | (1 - 1) | 41e De Almeida (Dali ) · 68e Katoto (Diani ) | St James' Park, Newcastle Spectateurs : 42 561 Arbitrage : Marta Huerta De Aza | St James' Park, Newcastle Spectateurs : 42 561 Arbitrage : Marta Huerta De Aza |
| 31 mai 2024 21h00 (20h00) | Carter 45+1e     | Rapport | 70e Lakrar                                   | St James' Park, Newcastle Spectateurs : 42 561 Arbitrage : Marta Huerta De Aza | St James' Park, Newcastle Spectateurs : 42 561 Arbitrage : Marta Huerta De Aza |

| 4e journée        | France               | 1 - 2   | Angleterre                                          |                                                                                         |                                                                                         |
| 4 juin 2024 21h00 | Diani 72e (pen.)     | (0 - 2) | 21e Stanway · 34e Russo (Hemp )                     | Stade Geoffroy-Guichard, Saint-Étienne Spectateurs : 10 194 Arbitrage : Ivana Martinčić | Stade Geoffroy-Guichard, Saint-Étienne Spectateurs : 10 194 Arbitrage : Ivana Martinčić |
| 4 juin 2024 21h00 | Dali 72e · Bacha 80e | Rapport | 71e Toone · 72e Bronze · 81e Williamson · 87e Kelly | Stade Geoffroy-Guichard, Saint-Étienne Spectateurs : 10 194 Arbitrage : Ivana Martinčić | Stade Geoffroy-Guichard, Saint-Étienne Spectateurs : 10 194 Arbitrage : Ivana Martinčić |

| 5e journée            | France                               | 2 - 1   | Suède       |                                                                              |                                                                              |
| 12 juillet 2024 21h10 | Karchaoui 32e · ( Renard) Katoto 74e | (1 - 0) | 49e Rybrink | Stade Gaston Gérard, Dijon Spectateurs : 12 317 Arbitrage : Jelena Cvetković | Stade Gaston Gérard, Dijon Spectateurs : 12 317 Arbitrage : Jelena Cvetković |
| 12 juillet 2024 21h10 | Diani 64e                            | Rapport |             | Stade Gaston Gérard, Dijon Spectateurs : 12 317 Arbitrage : Jelena Cvetković | Stade Gaston Gérard, Dijon Spectateurs : 12 317 Arbitrage : Jelena Cvetković |

| 6e journée                    | République d'Irlande                                             | 3 - 1   | France                    |                                                                             |                                                                             |
| 16 juillet 2024 19h00 (18h00) | ( Russell) O'Sullivan 67e · Russell 76e · ( Connolly) Patten 90e | (0 - 0) | 79e Becho (D. Cascarino ) | Páirc Uí Chaoimh, Cork Spectateurs : 18 399 Arbitrage : Olatz Rivera Olmedo | Páirc Uí Chaoimh, Cork Spectateurs : 18 399 Arbitrage : Olatz Rivera Olmedo |
| 16 juillet 2024 19h00 (18h00) | Brosnan 89e                                                      | Rapport |                           | Páirc Uí Chaoimh, Cork Spectateurs : 18 399 Arbitrage : Olatz Rivera Olmedo | Páirc Uí Chaoimh, Cork Spectateurs : 18 399 Arbitrage : Olatz Rivera Olmedo |

## Préparation
Le 9 avril, la Fédération française de football annonce la tenue de deux matchs amicaux de préparation à la compétition. Le premier contre la Belgique à Valenciennes et le deuxième contre le Brésil contre qui les Bleues avaient été éliminées lors des Jeux olympiques en 2024, à Grenoble.
Lors de leur premier match, la France domine la Belgique et s'impose 5 à 0. Kelly Gago ouvre le score à la 17e minute avant que Melvine Malard double la mise à la 42e. Au retour des vestiaires, Sakina Karchaoui marque le 3e but avant que Melvine Malard ne s'offre un triplé en marquant deux buts en fin de rencontre.
Pour leur deuxième match, les françaises ratent totalement leur entame de match et se font rapidement mener 2 à 0 sur des buts de Luany (7e) et Kerolin (12e). Elles parviennent malgré tout à renverser le match pour s'imposer 3-2 sur un doublé Geyoro, et un but de Katoto.
| Match amical       | France | 5 - 0   | Belgique | | |
| 20 juin 2025 21h10 | (Bacha) Gago 17e · (Mbock ) Malard 42e · (Malard ) Karchaoui 59e · (Mateo ) Malard 78e · (Diani ) Malard 85e | (2 - 0) |          | Stade du Hainaut, Valenciennes Spectateurs : 13 882 Diffuseur : France 4 Arbitrage : Jana Adámková | Stade du Hainaut, Valenciennes Spectateurs : 13 882 Diffuseur : France 4 Arbitrage : Jana Adámková |
| 20 juin 2025 21h10 | Rapport |         |          | Stade du Hainaut, Valenciennes Spectateurs : 13 882 Diffuseur : France 4 Arbitrage : Jana Adámková | Stade du Hainaut, Valenciennes Spectateurs : 13 882 Diffuseur : France 4 Arbitrage : Jana Adámková |

| Match amical       | France                                            | 3 - 2   | Brésil                                            |                                                                                              |                                                                                              |
| 27 juin 2025 21h10 | 45e Geyoro · 56e Geyoro · (Cascarino ) Katoto 76e | (1 - 2) | 7e Luany (Kerolin ) · 12e Kerolin (Duda Sampaio ) | Stade des alpes, Grenoble Spectateurs : 13 100 Diffuseur : France 3 Arbitrage : Ewa Augustyn | Stade des alpes, Grenoble Spectateurs : 13 100 Diffuseur : France 3 Arbitrage : Ewa Augustyn |
| 27 juin 2025 21h10 |                                                   | Rapport | 47e Angelina · 66e Luany · 90+2e Mariza           | Stade des alpes, Grenoble Spectateurs : 13 100 Diffuseur : France 3 Arbitrage : Ewa Augustyn | Stade des alpes, Grenoble Spectateurs : 13 100 Diffuseur : France 3 Arbitrage : Ewa Augustyn |

## Effectif
Le 5 juin 2025, au journal télévisé de 13h de TF1, le sélectionneur Laurent Bonadei dévoile sa liste des 23 joueuses sélectionnées pour participer à la compétition.
Cette liste est marquée par l'absence de trois cadres de l'équipe de France, Kenza Dali, Eugénie Le Sommer qui détient le record de buts et de sélection et Wendie Renard qui était capitaine de la sélection. Laurent Bonadei motive ses choix par l'envie de faire évoluer l'équipe ainsi que continuer sur les bons résultats obtenus en Ligue des nations. Il nomme ainsi Griedge Mbock capitaine.

## Compétition

### Format et tirage au sort
Le tirage au sort a lieu le 16 décembre 2024 au SwissTech Convention Center à Lausanne. Les équipes sont classés suivant le classement général des éliminatoires. La France ayant terminé 3e est placée dans le chapeau 1. Elle hérite de l'Angleterre (4e au classement FIFA), championne d'Europe en titre qu'elle avait déjà rencontré durant les éliminatoires, des Pays-Bas (10e au classement FIFA), championne en 2017 et du Pays de Galles (30e au classement FIFA) dans le groupe D.

### Premier tour
| Rang | Équipe         | Pts | J | G | N | P | Bp | Bc | Diff |
| ---- | -------------- | --- | - | - | - | - | -- | -- | ---- |
| 1    | France         | 9   | 3 | 3 | 0 | 0 | 11 | 4  | +7   |
| 2    | Angleterre T   | 6   | 3 | 2 | 0 | 1 | 11 | 3  | +8   |
| 3    | Pays-Bas       | 3   | 3 | 1 | 0 | 2 | 5  | 9  | -4   |
| 4    | Pays de Galles | 0   | 3 | 0 | 0 | 3 | 2  | 13 | -11  |

#### France - Angleterre
Pour leur premier match, l'équipe de France est privée de Griedge Mbock blessée. Les Bleues débutent mal leur match et se font rapidement dominer par les anglaises qui parviennent à marquer un but, finalement signalé pour hors-jeu. Ce but sonne la révolte française qui monte en puissance jusqu'à dominer l'Angleterre. À la 36e minute, Elisa De Almeida intercepte une passe anglaise puis lance Delphine Cascarino en profondeur. Cette dernière centre pour Marie-Antoinette Katoto qui ouvre le score. 3 minutes plus tard, sur un festival de gestes techniques et un peu de réussite, Sandy Baltimore double la mise. En deuxième mi-temps, les Bleues dominent toujours mais ne parviennent pas à marquer le troisième but, elles se feront peur en concédant un but de Keira Walsh sur corner à la fin du match.
| Match 7              | France                                     | 2 - 1   | Angleterre | Stade du Letzigrund, Zurich                    |                                                |
| 5 juillet 2025 21h00 | ( D. Cascarino) Katoto 36e · Baltimore 39e | (2 - 0) | 87e Walsh  | Spectateurs : 22 542 Arbitrage : Tess Olofsson | Spectateurs : 22 542 Arbitrage : Tess Olofsson |
| 5 juillet 2025 21h00 | Peyraud-Magnin 90+1e                       | Rapport | 75e Toone  | Spectateurs : 22 542 Arbitrage : Tess Olofsson | Spectateurs : 22 542 Arbitrage : Tess Olofsson |

| France | Angleterre |

|                 | 16 | Pauline Peyraud-Magnin  | 90+1e |     |
|                 | 5  | Élisa De Almeida        |       | 80e |
|                 | 2  | Maëlle Lakrar           |       |     |
|                 | 4  | Alice Sombath           |       |     |
|                 | 13 | Selma Bacha             |       |     |
|                 | 7  | Sakina Karchaoui        |       | 80e |
|                 | 18 | Oriane Jean-François    |       |     |
|                 | 8  | Grace Geyoro            |       |     |
|                 | 17 | Sandy Baltimore         |       | 62e |
|                 | 12 | Marie-Antoinette Katoto |       | 62e |
|                 | 20 | Delphine Cascarino      |       | 62e |
| Remplaçantes :  |    |                         |       |     |
|                 | 11 | Kadidiatou Diani        |       | 62e |
|                 | 9  | Melvine Malard          |       | 62e |
|                 | 14 | Clara Mateo             |       | 62e |
|                 | 22 | Melween N'Dongala       |       | 80e |
|                 | 6  | Sandie Toletti          |       | 80e |
| Entraîneur :    |    |                         |       |     |
| Laurent Bonadei |    |                         |       |     |

|                | 1  | Hannah Hampton    |     |     |
|                | 2  | Lucy Bronze       |     |     |
|                | 6  | Leah Williamson   |     |     |
|                | 5  | Alex Greenwood    |     | 86e |
|                | 16 | Jess Carter       |     | 60e |
|                | 7  | Lauren James      |     | 60e |
|                | 4  | Keira Walsh       |     |     |
|                | 8  | Georgia Stanway   |     | 77e |
|                | 9  | Beth Mead         |     | 60e |
|                | 23 | Alessia Russo     |     |     |
|                | 11 | Lauren Hemp       |     |     |
| Remplaçantes : |    |                   |     |     |
|                | 3  | Niamh Charles     |     | 60e |
|                | 10 | Ella Toone        | 75e | 60e |
|                | 18 | Chloe Kelly       |     | 60e |
|                | 14 | Grace Clinton     |     | 77e |
|                | 17 | Michelle Agyemang |     | 86e |
| Entraîneure :  |    |                   |     |     |
| Sarina Wiegman |    |                   |     |     |

| Femme du match : Delphine Cascarino Assistantes : Almira Spahić Monica Løkkeberg Quatrième arbitre : Maria Sole Ferrieri Caputi Arbitre vidéo : Christian Dingert Assistant arbitre vidéo : Guillermo Cuadra Fernández |

#### France - Pays de Galles
Lors de ce deuxième match, le sélectionneur Laurent Bonadei décide de faire tourner et 7 changements sont opérés par rapport au premier match. Les Bleues commencent bien le match avec l'ouverture du score de Clara Mateo sur corner dès la 8e minute mais rapidement, le Pays de Galles revient au score par Jessica Fishlock. Ce but déstabilise quelque peu l'équipe de France qui peine à dominer pleinement le match. Juste avant la mi-temps, Clara Mateo buteuse obtient un penalty qui est transformé par Kadidiatou Diani. Au retour des vestiaires, la France revient pleinement dans son match et domine complètement. Cela est marqué par les 2 buts inscrits par Amel Majri sur un service de Clara Mateo et de Grace Geyoro, servie par Kadi Diani.
| Match 16             | France                                                                   | 4 - 1   | Pays de Galles             | Arena Saint-Gall, Saint-Gall                         |                                                      |
| 9 juillet 2025 21h00 | Mateo 8e · Diani 45+1e (pen.) · ( Mateo) Majri 53e · ( Diani) Geyoro 63e | (2 - 1) | 13e Fishlock ( Holland)    | Spectateurs : 15 886 Arbitrage : Désirée Grundbacher | Spectateurs : 15 886 Arbitrage : Désirée Grundbacher |
| 9 juillet 2025 21h00 | Bacha 42e · Gago 80e                                                     | Rapport | 21e Fishlock · 79e Holland | Spectateurs : 15 886 Arbitrage : Désirée Grundbacher | Spectateurs : 15 886 Arbitrage : Désirée Grundbacher |

| France | Pays de Galles |

|                 | 16 | Pauline Peyraud-Magnin  |     |     |
|                 | 22 | Melween N'Dongala       |     |     |
|                 | 3  | Thiniba Samoura         |     |     |
|                 | 4  | Alice Sombath           |     |     |
|                 | 13 | Selma Bacha             | 42e | 66e |
|                 | 10 | Amel Majri              |     |     |
|                 | 6  | Sandie Toletti          |     | 78e |
|                 | 8  | Grace Geyoro            |     | 75e |
|                 | 9  | Melvine Malard          |     | 66e |
|                 | 14 | Clara Mateo             |     | 75e |
|                 | 11 | Kadidiatou Diani        |     |     |
| Remplaçantes :  |    |                         |     |     |
|                 | 23 | Lou Bogaert             |     | 66e |
|                 | 15 | Kelly Gago              | 80e | 66e |
|                 | 12 | Marie-Antoinette Katoto |     | 75e |
|                 | 17 | Sandy Baltimore         |     | 75e |
|                 | 7  | Sakina Karchaoui        |     | 78e |
| Entraîneur :    |    |                         |     |     |
| Laurent Bonadei |    |                         |     |     |

|                 | 21 | Safia Middleton-Patel |     |     |
|                 | 18 | Esther Morgan         |     |     |
|                 | 6  | Josie Green           |     |     |
|                 | 3  | Gemma Evans           |     |     |
|                 | 2  | Lily Woodham          |     | 64e |
|                 | 9  | Kayleigh Barton       |     | 64e |
|                 | 8  | Angharad James-Turner |     |     |
|                 | 13 | Rachel Rowe           |     | 78e |
|                 | 7  | Ceri Holland          | 79e |     |
|                 | 10 | Jess Fishlock         | 21e | 87e |
|                 | 23 | Ffion Morgan          |     | 78e |
| Remplaçantes :  |    |                       |     |     |
|                 | 5  | Rhiannon Roberts      |     | 64e |
|                 | 11 | Hannah Cain           |     | 64e |
|                 | 17 | Lois Joel             |     | 78e |
|                 | 20 | Carrie Jones          |     | 78e |
|                 | 4  | Sophie Ingle          |     | 87e |
| Entraîneure :   |    |                       |     |     |
| Rhian Wilkinson |    |                       |     |     |

| Femme du match : Amel Majri Assistantes : Susanne Küng Linda Schmid Quatrième arbitre : Olatz Rivera Olmedo Arbitre vidéo : Fedayi San Assistant arbitre vidéo : Katrin Rafalsky |

#### Pays-Bas - France
Pour ce troisième match, la France est presque qualifiée en quarts. Seule une défaite par plus de deux buts d'écarts éliminerait l'équipe de France. Le début de match est équilibré, bien que les Pays-Bas poussent pour ne pas être éliminées. Mais la France ouvre le score, Marie-Antoinette Katoto sert la capitaine du soir Sandie Toletti, le jour de son trentième anniversaire. Les Pays-Bas continuent de pousser et égalise. Pauline Peyraud-Magnin réalise quelques parades importantes mais ne peut rien lors du but contre son camp de Selma Bacha. En deuxième mi-temps Delphine Cascarino sonne la révolte et en 6 minutes, elle permet de retourner le match, d'abord en tant que passeuse pour Marie-Antoinette Katoto, puis en double buteuse, dont son premier but est sacré plus beau but de la compétition. Juste avant le temps additionnel, Melween N'Dongala, entrée en jeu obtient un penalty qui est transformé par Sakina Karchaoui.
| Match 23              | Pays-Bas                     | 2 - 5   | France | Parc Saint-Jacques, Bâle                         |                                                  |
| 13 juillet 2025 21h00 | Pelova 26e · Bacha 41e (csc) | (2 - 1) | 22e Toletti (Katoto ) · 61e Katoto (Cascarino ) · 64e Cascarino (Karchaoui ) · 67e Cascarino · 90+2e (pen.) Karchaoui | Spectateurs : 34 133 Arbitrage : Ivana Martincic | Spectateurs : 34 133 Arbitrage : Ivana Martincic |
| 13 juillet 2025 21h00 | Pelova 35e · Groenen 45+3e   | Rapport | | Spectateurs : 34 133 Arbitrage : Ivana Martincic | Spectateurs : 34 133 Arbitrage : Ivana Martincic |

| Pays-Bas | France |

|                | 1  | Daphne van Domselaar |       |     |
|                | 2  | Lynn Wilms           |       |     |
|                | 8  | Sherida Spitse       |       | 84e |
|                | 20 | Dominique Janssen    |       |     |
|                | 18 | Kerstin Casparij     |       |     |
|                | 10 | Daniëlle van de Donk |       | 84e |
|                | 6  | Jill Roord           |       | 68e |
|                | 14 | Jackie Groenen       | 45+2e |     |
|                | 17 | Victoria Pelova      | 35e   | 90e |
|                | 12 | Chasity Grant        |       | 68e |
|                | 7  | Lineth Beerensteyn   |       |     |
| Remplaçantes : |    |                      |       |     |
|                | 19 | Wieke Kaptein        |       | 68e |
|                | 11 | Esmee Brugts         |       | 68e |
|                | 3  | Caitlin Dijkstra     |       | 84e |
|                | 21 | Damaris Egurrola     |       | 84e |
|                | 13 | Renate Jansen        |       | 90e |
| Entraîneur :   |    |                      |       |     |
| Andries Jonker |    |                      |       |     |

|                 | 16 | Pauline Peyraud-Magnin  |  |     |
|                 | 5  | Élisa De Almeida        |  |     |
|                 | 3  | Thiniba Samoura         |  |     |
|                 | 4  | Alice Sombath           |  | 79e |
|                 | 13 | Selma Bacha             |  | 71e |
|                 | 18 | Oriane Jean-François    |  |     |
|                 | 6  | Sandie Toletti          |  | 59e |
|                 | 7  | Sakina Karchaoui        |  |     |
|                 | 20 | Delphine Cascarino      |  | 71e |
|                 | 12 | Marie-Antoinette Katoto |  | 71e |
|                 | 17 | Sandy Baltimore         |  |     |
| Remplaçantes :  |    |                         |  |     |
|                 | 8  | Grace Geyoro            |  | 59e |
|                 | 14 | Clara Mateo             |  | 71e |
|                 | 23 | Lou Bogaert             |  | 71e |
|                 | 11 | Kadidiatou Diani        |  | 71e |
|                 | 22 | Melween N'Dongala       |  | 79e |
| Entraîneur :    |    |                         |  |     |
| Laurent Bonadei |    |                         |  |     |

| Femme du match : Delphine Cascarino Assitantes : Sanja Rođak-Karšić Štaša Špur Quatrième arbitre : Katalin Kulcsár Arbitre vidéo : Fedayi San Assistant arbitre vidéo : Momčilo Marković |

### Phase à élimination directe

#### Quart de finale: France - Allemagne
Ce quart de finale marque pour la France le retour de sa capitaine Griedge Mbock. Le match commence parfaitement pour les Bleues, Kathrin Hendrich est expulsée du match dès la 13e et concède un penalty après avoir tiré les cheveux de Griedge Mbock. Le penalty est transformé par Grace Geyoro. Mais 10 minutes plus tard, Sjoeke Nüsken égalise sur corner. Puis pendant 95 minutes jusqu'aux tirs au but, l'Allemagne va résister aux assauts français et la France va se montrer incapable de marquer un but supplémentaire. Elle s'est même fait très peur quand Selma Bacha concède un penalty mais Pauline Peyraud-Magnin le repousse.

Lors des tirs au but, Amel Majri voit d'entrée son tir arrêté par la gardienne allemande. Sara Däbritz va rater le quatrième tir allemand. Finalement Melween N'Dongala voit elle aussi son tir arrêté et la France se fait éliminer dès les quarts de finale.
| Quart de finale 4     | France                                                                       | 1 - 1 ap              | Allemagne                                                   | Parc Saint-Jacques, Bâle                       |                                                |
| 19 juillet 2025 21h00 | Geyoro 15e (pen.)                                                            | (1 - 1, 1 - 1, 1 - 1) | 25e Nüsken (Bühl )                                          | Spectateurs : 34 128 Arbitrage : Tess Olofsson | Spectateurs : 34 128 Arbitrage : Tess Olofsson |
| 19 juillet 2025 21h00 | Diani 19e · Lakrar 115e                                                      | Rapport               | 13e Hendrich · 53e Brand · 75e Nüsken · 101e Kett ·         | Spectateurs : 34 128 Arbitrage : Tess Olofsson | Spectateurs : 34 128 Arbitrage : Tess Olofsson |
| 19 juillet 2025 21h00 | Majri · Karchaoui · Malard · Baltimore · Jean-François · N'Dongala · Sombath | Tirs au but 5 - 6     | Minge · Dallmann · Knaak · Däbritz · Berger · Bühl · Nüsken | Spectateurs : 34 128 Arbitrage : Tess Olofsson | Spectateurs : 34 128 Arbitrage : Tess Olofsson |

| France | Allemagne |

|                 | 16 | Pauline Peyraud-Magnin  |      |      |
|                 | 5  | Élisa De Almeida        |      | 112e |
|                 | 19 | Griedge Mbock Bathy     |      | 85e  |
|                 | 2  | Maëlle Lakrar           | 115e |      |
|                 | 13 | Selma Bacha             |      |      |
|                 | 8  | Grace Geyoro            |      | 112e |
|                 | 18 | Oriane Jean-François    |      |      |
|                 | 7  | Sakina Karchaoui        |      |      |
|                 | 20 | Delphine Cascarino      |      | 76e  |
|                 | 12 | Marie-Antoinette Katoto |      | 76e  |
|                 | 11 | Kadidiatou Diani        | 19e  | 67e  |
| Remplaçantes :  |    |                         |      |      |
|                 | 17 | Sandy Baltimore         |      | 67e  |
|                 | 14 | Clara Mateo             |      | 76e  |
|                 | 9  | Melvine Malard          |      | 76e  |
|                 | 4  | Alice Sombath           |      | 85e  |
|                 | 22 | Melween N'Dongala       |      | 112e |
|                 | 10 | Amel Majri              |      | 112e |
| Entraîneur :    |    |                         |      |      |
| Laurent Bonadei |    |                         |      |      |

|                | 1              | Ann-Katrin Berger |      |      |
|                | 3              | Kathrin Hendrich  | 13e  |      |
|                | 6              | Janina Minge      |      |      |
|                | 4              | Rebecca Knaak     |      |      |
|                | 2              | Sarai Linder      |      | 20e  |
|                | 17             | Franziska Kett    | 101e | 114e |
|                | 22             | Jule Brand        | 52e  | 120e |
|                | 20             | Elisa Senß        |      | 120e |
|                | 9              | Sjoeke Nüsken     | 75e  |      |
|                | 19             | Klara Bühl        |      |      |
|                | 18             | Giovanna Hoffmann |      | 98e  |
| Remplaçantes : |                |                   |      |      |
|                | 23             | Sophia Kleinherne |      | 20e  |
|                | 11             | Lea Schüller      |      | 98e  |
|                | 15             | Selina Cerci      |      | 114e |
|                | 13             | Sara Däbritz      |      | 120e |
|                | 16             | Linda Dallmann    |      | 120e |
| Entraîneur :   |                |                   |      |      |
| Christian Wück | Christian Wück | Christian Wück    | 16e  |      |

| Femme du match : Ann-Katrin Berger Assistantes : Almira Spahić Monica Løkkeberg Quatrième arbitre : Ivana Martinčić Cinquième arbitre : Irina Pozdejeva Arbitre vidéo : Jarred Gillett Assistants arbitre vidéo : Sian Massey-Ellis Dennis Higler |

## Statistiques

### Temps de jeu
| N°               | Joueur                  |            |            |            |            | TT         | But inscrit | Passe décisive | MJ         | MT         | Légende |
| ---------------- | ----------------------- | ---------- | ---------- | ---------- | ---------- | ---------- | ----------- | -------------- | ---------- | ---------- | --- |
| Gardiennes       | Gardiennes              | Gardiennes | Gardiennes | Gardiennes | Gardiennes | Gardiennes | Gardiennes  | Gardiennes     | Gardiennes | Gardiennes | Abréviations et symboles : TT : Total de minutes jouées MJ : Nombre de matchs joués MT : Matchs joués en tant que titulaire : but : passe décisive : joueur entré : joueur remplacé : capitaine : carton jaune : carton rouge |
| 1                | Justine Lerond          | -          | -          | -          | -          | -          | -           | -              | -          | -          | Abréviations et symboles : TT : Total de minutes jouées MJ : Nombre de matchs joués MT : Matchs joués en tant que titulaire : but : passe décisive : joueur entré : joueur remplacé : capitaine : carton jaune : carton rouge |
| 16               | Pauline Peyraud-Magnin  | 90         | 90         | 90         | 120        | 390        | -           | -              | 4          | 4          | Abréviations et symboles : TT : Total de minutes jouées MJ : Nombre de matchs joués MT : Matchs joués en tant que titulaire : but : passe décisive : joueur entré : joueur remplacé : capitaine : carton jaune : carton rouge |
| 21               | Constance Picaud        | -          | -          | -          |            | -          | -           | -              | -          | -          | Abréviations et symboles : TT : Total de minutes jouées MJ : Nombre de matchs joués MT : Matchs joués en tant que titulaire : but : passe décisive : joueur entré : joueur remplacé : capitaine : carton jaune : carton rouge |
| Défenseures      |                         |            |            |            |            |            |             |                |            |            | Abréviations et symboles : TT : Total de minutes jouées MJ : Nombre de matchs joués MT : Matchs joués en tant que titulaire : but : passe décisive : joueur entré : joueur remplacé : capitaine : carton jaune : carton rouge |
| 2                | Maëlle Lakrar           | 90         | -          | -          | 120        | 210        | -           | -              | 2          | 2          | Abréviations et symboles : TT : Total de minutes jouées MJ : Nombre de matchs joués MT : Matchs joués en tant que titulaire : but : passe décisive : joueur entré : joueur remplacé : capitaine : carton jaune : carton rouge |
| 3                | Thiniba Samoura         | -          | 90         | 90         | -          | 180        | -           | -              | 2          | 2          | Abréviations et symboles : TT : Total de minutes jouées MJ : Nombre de matchs joués MT : Matchs joués en tant que titulaire : but : passe décisive : joueur entré : joueur remplacé : capitaine : carton jaune : carton rouge |
| 4                | Alice Sombath           | 90         | 90         | 79         | 35         | 294        | -           | -              | 4          | 3          | Abréviations et symboles : TT : Total de minutes jouées MJ : Nombre de matchs joués MT : Matchs joués en tant que titulaire : but : passe décisive : joueur entré : joueur remplacé : capitaine : carton jaune : carton rouge |
| 5                | Elisa De Almeida        | 80         | -          | 90         | 112        | 282        | -           | -              | 3          | 3          | Abréviations et symboles : TT : Total de minutes jouées MJ : Nombre de matchs joués MT : Matchs joués en tant que titulaire : but : passe décisive : joueur entré : joueur remplacé : capitaine : carton jaune : carton rouge |
| 13               | Selma Bacha             | 90         | 66         | 71         | 120        | 347        | -           | -              | 4          | 4          | Abréviations et symboles : TT : Total de minutes jouées MJ : Nombre de matchs joués MT : Matchs joués en tant que titulaire : but : passe décisive : joueur entré : joueur remplacé : capitaine : carton jaune : carton rouge |
| 19               | Griedge Mbock           | -          | -          | -          | 85         | 85         | -           | -              | 1          | 1          | Abréviations et symboles : TT : Total de minutes jouées MJ : Nombre de matchs joués MT : Matchs joués en tant que titulaire : but : passe décisive : joueur entré : joueur remplacé : capitaine : carton jaune : carton rouge |
| 22               | Melween N'Dongala       | 10         | 90         | 11         | 8          | 119        | -           | -              | 4          | 1          | Abréviations et symboles : TT : Total de minutes jouées MJ : Nombre de matchs joués MT : Matchs joués en tant que titulaire : but : passe décisive : joueur entré : joueur remplacé : capitaine : carton jaune : carton rouge |
| 23               | Lou Bogaert             | -          | 24         | 19         | -          | 43         | -           | -              | 2          | 0          | Abréviations et symboles : TT : Total de minutes jouées MJ : Nombre de matchs joués MT : Matchs joués en tant que titulaire : but : passe décisive : joueur entré : joueur remplacé : capitaine : carton jaune : carton rouge |
| Milieux          |                         |            |            |            |            |            |             |                |            |            | Abréviations et symboles : TT : Total de minutes jouées MJ : Nombre de matchs joués MT : Matchs joués en tant que titulaire : but : passe décisive : joueur entré : joueur remplacé : capitaine : carton jaune : carton rouge |
| 6                | Sandie Toletti          | 10         | 78         | 59         | -          | 147        | 1           | -              | 3          | 1          | Abréviations et symboles : TT : Total de minutes jouées MJ : Nombre de matchs joués MT : Matchs joués en tant que titulaire : but : passe décisive : joueur entré : joueur remplacé : capitaine : carton jaune : carton rouge |
| 7                | Sakina Karchaoui        | 80         | 12         | 90         | 120        | 302        | 1           | 1              | 4          | 3          | Abréviations et symboles : TT : Total de minutes jouées MJ : Nombre de matchs joués MT : Matchs joués en tant que titulaire : but : passe décisive : joueur entré : joueur remplacé : capitaine : carton jaune : carton rouge |
| 8                | Grace Geyoro            | 90         | 75         | 31         | 112        | 308        | 2           | -              | 4          | 3          | Abréviations et symboles : TT : Total de minutes jouées MJ : Nombre de matchs joués MT : Matchs joués en tant que titulaire : but : passe décisive : joueur entré : joueur remplacé : capitaine : carton jaune : carton rouge |
| 10               | Amel Majri              | -          | 90         | -          | 8          | 98         | 1           | -              | 2          | 1          | Abréviations et symboles : TT : Total de minutes jouées MJ : Nombre de matchs joués MT : Matchs joués en tant que titulaire : but : passe décisive : joueur entré : joueur remplacé : capitaine : carton jaune : carton rouge |
| 17               | Sandy Baltimore         | 62         | 15         | 90         | 53         | 220        | 1           | -              | 4          | 2          | Abréviations et symboles : TT : Total de minutes jouées MJ : Nombre de matchs joués MT : Matchs joués en tant que titulaire : but : passe décisive : joueur entré : joueur remplacé : capitaine : carton jaune : carton rouge |
| 18               | Oriane Jean-François    | 90         | -          | 90         | 120        | 300        | -           | -              | 3          | 3          | Abréviations et symboles : TT : Total de minutes jouées MJ : Nombre de matchs joués MT : Matchs joués en tant que titulaire : but : passe décisive : joueur entré : joueur remplacé : capitaine : carton jaune : carton rouge |
| Attaquantes      |                         |            |            |            |            |            |             |                |            |            | Abréviations et symboles : TT : Total de minutes jouées MJ : Nombre de matchs joués MT : Matchs joués en tant que titulaire : but : passe décisive : joueur entré : joueur remplacé : capitaine : carton jaune : carton rouge |
| 9                | Melvine Malard          | 28         | 66         | -          | 44         | 138        | -           | -              | 3          | 1          | Abréviations et symboles : TT : Total de minutes jouées MJ : Nombre de matchs joués MT : Matchs joués en tant que titulaire : but : passe décisive : joueur entré : joueur remplacé : capitaine : carton jaune : carton rouge |
| 11               | Kadidiatou Diani        | 28         | 90         | 19         | 67         | 204        | 1           | 1              | 4          | 2          | Abréviations et symboles : TT : Total de minutes jouées MJ : Nombre de matchs joués MT : Matchs joués en tant que titulaire : but : passe décisive : joueur entré : joueur remplacé : capitaine : carton jaune : carton rouge |
| 12               | Marie-Antoinette Katoto | 62         | 15         | 71         | 76         | 224        | 2           | 1              | 4          | 3          | Abréviations et symboles : TT : Total de minutes jouées MJ : Nombre de matchs joués MT : Matchs joués en tant que titulaire : but : passe décisive : joueur entré : joueur remplacé : capitaine : carton jaune : carton rouge |
| 14               | Clara Mateo             | 28         | 75         | 19         | 44         | 166        | 1           | 1              | 4          | 1          | Abréviations et symboles : TT : Total de minutes jouées MJ : Nombre de matchs joués MT : Matchs joués en tant que titulaire : but : passe décisive : joueur entré : joueur remplacé : capitaine : carton jaune : carton rouge |
| 15               | Kelly Gago              | 24         | -          | -          | -          | 24         | -           | -              | 1          | 0          | Abréviations et symboles : TT : Total de minutes jouées MJ : Nombre de matchs joués MT : Matchs joués en tant que titulaire : but : passe décisive : joueur entré : joueur remplacé : capitaine : carton jaune : carton rouge |
| 20               | Delphine Cascarino      | 62         | -          | 71         | 76         | 209        | 2           | 2              | 3          | 3          | Abréviations et symboles : TT : Total de minutes jouées MJ : Nombre de matchs joués MT : Matchs joués en tant que titulaire : but : passe décisive : joueur entré : joueur remplacé : capitaine : carton jaune : carton rouge |
| Total            |                         |            |            |            |            |            |             |                |            |            | Abréviations et symboles : TT : Total de minutes jouées MJ : Nombre de matchs joués MT : Matchs joués en tant que titulaire : but : passe décisive : joueur entré : joueur remplacé : capitaine : carton jaune : carton rouge |
| Équipe de France | Équipe de France        | 90         | 90         | 90         | 120        | 390        | 12          | 6              | -          | -          | Abréviations et symboles : TT : Total de minutes jouées MJ : Nombre de matchs joués MT : Matchs joués en tant que titulaire : but : passe décisive : joueur entré : joueur remplacé : capitaine : carton jaune : carton rouge |

| Buts | Joueurs                 | Adversaires               |
| ---- | ----------------------- | ------------------------- |
| 2    | Delphine Cascarino      | Pays-Bas (2)              |
| 2    | Grace Geyoro            | Pays de Galles, Allemagne |
| 2    | Marie-Antoinette Katoto | Angleterre, Pays-Bas      |
| 1    | Sandy Baltimore         | Angleterre                |
| 1    | Kadidiatou Diani        | Pays de Galles            |
| 1    | Sakina Karchaoui        | Pays-Bas                  |
| 1    | Amel Majri              | Pays de Galles            |
| 1    | Clara Mateo             | Pays de Galles            |
| 1    | Sandie Toletti          | Pays-Bas                  |

| Passes | Joueurs                 | Adversaires          |
| ------ | ----------------------- | -------------------- |
| 2      | Delphine Cascarino      | Angleterre, Pays-Bas |
| 1      | Kadidiatou Diani        | Pays de Galles       |
| 1      | Sakina Karchaoui        | Pays-Bas             |
| 1      | Marie-Antoinette Katoto | Pays-Bas             |
| 1      | Clara Mateo             | Pays de Galles       |

## Audiences
| Match           | Adversaire     | Date et heure française         | Audience                  | Part de marché | Chaîne   | Réf.   |
| --------------- | -------------- | ------------------------------- | ------------------------- | -------------- | -------- | ------ |
| Groupe D        | Angleterre     | Samedi 5 juillet 2025 à 21 h    | 2 809 000 téléspectateurs | 20,9 %         | TF1      | [ 10 ] |
| Groupe D        | Pays de Galles | Mercredi 9 juillet 2025 à 21 h  | 2 886 000 téléspectateurs | 18,3 %         | France 2 | [ 11 ] |
| Groupe D        | Pays-Bas       | Dimanche 13 juillet 2025 à 21 h | 2 277 000 téléspectateurs | 13,8 %         | France 2 | [ 12 ] |
| Quart de finale | Allemagne      | Samedi 19 juillet 2025 à 21 h   | 4 939 000 téléspectateurs | 34,3 %         | TF1      | [ 13 ] |